# Apostrophes
Pour l’article ayant un titre homophone, voir Apostrophe.
Apostrophes est une émission de télévision littéraire française produite et animée par Bernard Pivot, diffusée en direct sur Antenne 2 entre le 10 janvier 1975 et le 22 juin 1990, chaque vendredi soir à 21 h 40.
Au Québec, elle est diffusée à partir du 4 novembre 1979 sur TVFQ 99, et poursuivie à l'automne 1988 sur TV5 Québec Canada.
Définie par Bernard Pivot comme un « magazine d'idées à partir des livres », l'émission devient progressivement un magazine culturel consacré à l'actualité éditoriale, sinon à la littérature prise dans son acception la plus large.
L'émission proposait des discussions ouvertes entre quatre ou cinq auteurs autour d’un sujet commun, mais également des entrevues individuelles (appelés « Grands entretiens ») avec un seul auteur lorsque celui-ci avait acquis une place importante dans le champ académique ou littéraire.
En février 1975, Bernard Pivot déclare au sujet d’Apostrophes : « L'idée m'en a été donnée par Françoise Giroud (alors Secrétaire d'État à la Condition féminine). C'était au cours d'une émission consacrée aux femmes en octobre dernier. Un certain moment elle s'était plainte, elle avait dit « mais monsieur, vous m'avez apostrophé ! ». Ho, mais j'ai dit c'est merveilleux, apostrophe c'est un terme d'imprimerie, donc nous restons dans les livres, et puis apostrophe, eh bien c'est un échange d'idées, parfois vif, à quoi je convie les écrivains que j'invite. Apostrophe n'est pas à proprement dire un magazine littéraire, je dirai plutôt que c'est un magazine d'idées. À savoir qu'il puise sa substance dans les livres qui viennent de paraître. J'ai envie que les intellectuels, les écrivains, les professeurs, les journalistes, enfin tous ceux qui véhiculent la parole aujourd'hui puissent échanger, et parfois d'une manière très vive ». Bernard Pivot faisait peut-être allusion à Lettres ouvertes, auquel Françoise Giroud était l'invitée, et animée par Michel Bassi et Alain Duhamel pour le premier numéro de cette nouvelle émission, diffusée en direct le 2 octobre 1974 sur l'ORTF,.
En quinze ans d’existence, Apostrophes est devenue l'émission littéraire emblématique de la télévision française à cette période, presque à rebours du projet initial. Elle le doit à une conjonction de facteurs favorables : une programmation avantageuse à une heure de grande écoute, un soutien continu des directeurs de la chaîne Antenne 2 et un paysage audiovisuel français quasi-neuf à la création du programme.
La personnalité de son présentateur, le choix initial de la formule de l'émission (débat autour d'un thème qui change chaque semaine), l'hétérogénéité de ses intervenants jouent en outre un rôle prépondérant dans la reconnaissance d'Apostrophes auprès du grand public, des professionnels du livre mais aussi du « tout-Paris » littéraire.
L'aura de l'émission éclipse quelque peu ses devancières (Lectures pour tous) ou celles qui lui succéderont (La Grande Librairie), autant qu'elle a estompé les critiques qui lui ont été adressées quant à son emprise sur la production éditoriale, voire au caractère factice[réf. nécessaire] des polémiques alimentées par Bernard Pivot au cours de l'émission.

## Historique

### Concept
Durant les premiers numéros d’Apostrophes, le présentateur Bernard Pivot a à ses côtés Gilles Lapouge, un ancien chroniqueur de l'émission Ouvrez les guillemets ; à partir du 24 octobre 1975, Pivot présente seul, ce qui en soi rompt avec la tradition établie des émissions littéraires où le producteur est entouré de chroniqueurs.
L'émission, d'une durée d'une heure dix, est consacrée à un thème choisi selon l'actualité éditoriale pour les émission en plateau, ou bien sur un auteur reconnu faisant alors l'objet d'un entretien diffusé en différé. Le format varie en effet entre des discussions ouvertes entre quatre ou cinq auteurs, ou des entrevues individuelles avec un seul auteur.
Le rituel de l'émission est bien rodé. Il exige que les personnes invitées se plient à la lecture préalable des ouvrages rédigés par les autres invités, afin de pouvoir en discuter sur le plateau,.

### Générique
L'indicatif musical du générique de l'émission est tiré du concerto pour piano no 1 de Rachmaninov, interprété au piano par Byron Janis (enregistré à Moscou en juin 1962, avec l'Orchestre philharmonique de Moscou dirigé par Kirill Kondrachine).

### Personnalités invitées
Parmi les auteurs notables qui sont apparus dans l'émission, on peut citer : Vladimir Nabokov, Norman Mailer, Alexandre Soljenitsyne, Marguerite Yourcenar, Susan Sontag, Neil Sheehan, Milan Kundera, Georges Simenon, William Styron, John le Carré, Tom Wolfe, Umberto Eco ou Marguerite Duras.
L'apparition de Charles Bukowski dans l'émission du 22 septembre 1978 est restée célèbre car l'écrivain, visiblement ivre, insulta le présentateur avant de partir au milieu de l'émission.
L'émission a également eu comme invités des personnalités politiques (tels Valéry Giscard d’Estaing, le Dalai Lama, Robert Badinter ou François Mitterrand), des intellectuels, historiens, sociologues et linguistes (par exemple Pierre Bourdieu, Claude Lévi-Strauss ou Claude Hagège), des acteurs et réalisateurs (comme Marcello Mastroianni, Roman Polanski, François Truffaut ou Jean-Luc Godard) mais aussi des auteurs-compositeurs-interprètes (à l'image de Georges Brassens, Serge Gainsbourg, Guy Béart, Pierre Perret ou encore Renaud) pour discuter de leurs livres et de la littérature en général.

### Accueil et influence
La personnalité du présentateur d’Apostrophes, Bernard Pivot, ainsi que la variété des personnages présents ont fait de l'émission l'un des programmes culturels les plus regardés à la télévision française (avec une moyenne de trois à cinq millions de téléspectateurs et des pointes à six millions).
On parle ainsi de l'« effet Pivot » qui se définit par une audience supérieure aux émissions littéraires télévisées de la même époque (Ex-Libris, Boite aux lettres, Océaniques), une augmentation rapide des ventes de certains ouvrages présentés durant l'émission et une renommée internationale de l'émission, vendue et diffusée dans l'espace nord-américain notamment. Loin d'être uniforme et automatique, cet effet est fluctuant.
Meneur de jeu, Bernard Pivot a exercé un grand ascendant sur la production éditoriale de son temps (on trouve ainsi des « rayons Apostrophes » dans les librairies et FNAC où les ouvrages des invités sont présentés). Cet ascendant sur la vie culturelle française reste cependant inégal et sujet à controverses (voir ci-après). Il s'appuie également sur la création la même année qu’Apostrophes de la revue Lire, qui propose des extraits d'ouvrages et des aides à la lecture. Lire, dirigé également par Bernard Pivot, permet un premier tri des ouvrages susceptibles d'être présentés à Apostrophes.
En même temps, il y avait un phénomène curieux que toutes les personnes liées (ou qui voulaient se rapporter) à la culture devaient suivre l'émission pour parler de ce qui, dans les jours suivants, serait le thème littéraire à la mode. Aussi, les auteurs durent aller dans l'émission s'ils voulaient obtenir la reconnaissance du grand public littéraire. L'« effet Pivot » ne bénéficiait pas à tous et le bénéfice n'était pas nécessairement renouvelable pour ceux qui revenaient dans l’émission, s'adressant principalement aux auteurs novices et/ou à leur premier passages dans l'émission.
D'autre part, Bernard Pivot a toujours montré qu'il n'admettait aucune forme de censure de la part de la télévision publique française, ce qui lui donnait une grande crédibilité auprès du public[réf. souhaitée].
Ce magistère ainsi exercé par Bernard Pivot n'allait pas sans remises en question ou simple interrogation.

Un an après son passage à Apostrophes, Annie Ernaux s'interroge sur la nature de l'« effet Pivot » : 

« Le public suppose qu’une sélection des meilleurs livres a été opérée, et l’écrivain est conscient de cette attitude qui ressent son absence de passage à Apostrophes comme une injustice et une indignité : il n’a pas été élu. Le spectateur est aussi persuadé de choisir lui-même sans intermédiaire. Un certain langage est apparu dans les milieux littéraires, on parle de “carrière” à la place de l’œuvre, de “public” de préférence à “lecteurs” […] Il y a comme un renoncement progressif et quasi généraliste aux questions que la littérature s’est toujours plus ou moins posée sur son rôle, sa finalité, son rapport au réel, à la société, fût-ce pour le nier. L’écrivain, catégorie à définir, ne devrait-il pas se “situer” dans tous les domaines — social, économique, linguistique et artistique — et pas seulement dans la liste des meilleures ventes de L’Express ? Enfin, est-il possible que, par un étrange sens des limites latent sous la dérision ambiante, la littérature renonce à des pouvoirs autres que ceux de plaisir et de distraction. »

En 1982-1983, une controverse surgit entre Bernard Pivot et Régis Debray, alors conseiller de François Mitterrand, président de la République française ; Debray dénonce l’ascendant pris par Apostrophes sur la vie intellectuelle en France, parlant de « l'arbitraire d'un seul homme ». Pivot, qui songeait alors à arrêter l’émission après quelques signes de lassitude, contre-attaque et décide de poursuivre l’aventure. L'année 1983 correspondra à l’apogée d’Apostrophes en termes d’audience (avec des parts de marché dépassant les 12 % de téléspectateurs dans son créneau horaire), mais aussi à celle d’Antenne 2, devenue cette année-là la chaîne de télévision la plus regardée de France devant TF1.

### Remplacement et longévité
L’émission dura 724 numéros jusqu'en juin 1990 ; en quinze ans d'existence, elle établit à l'époque un record de longévité pour une émission culturelle en France.
Elle fut remplacée par l’émission Caractères produite par Bernard Rapp et diffusée à partir de septembre 1990 sur Antenne 2 puis par Bouillon de culture, produite et également présentée par Bernard Pivot et diffusée du 12 janvier 1991 au 29 juin 2001.
En mai 2015, l’émission Ce soir (ou jamais !) égalise et bat le record d’Apostrophes après neuf années d’existence, devenant l'émission avec la plus grande longévité de la télévision française. Celle-ci était cependant diffusée quotidiennement au cours de ses cinq premières années, à la différence de l'émission de Bernard Pivot qui l'était de façon hebdomadaire.

## Quelques moments forts de l'émission

### Années 1970
- 7 février 1975 : François Mitterrand surprend son auditoire par sa veine littéraire[30].
- 14 mars 1975 : l’auteur-compositeur-interprète Georges Brassens, au côté, entre autres, du général Bigeard, explique sa haine de la discipline et son antimilitarisme[30].
- 11 avril 1975 : l'écrivain Alexandre Soljenitsyne reçoit Bernard Pivot pour un entretien dans sa propriété du Vermont. Dans cette émission qui lui est entièrement consacrée, Soljenitsyne y témoigne notamment de la genèse de son œuvre au goulag[30]. Selon Bernard Pivot, l’ambassade d’URSS tenta d’empêcher la diffusion de l’émission en demandant son annulation au président d’Antenne 2, Marcel Jullian[réf. nécessaire].
- 30 mai 1975 : Bernard Pivot reçoit Vladimir Nabokov. Pour les besoins de cette émission spéciale, le décor est réaménagé. L’auteur apparaît assis à un bureau, derrière une ribambelle de livres épars. Vladimir Nabokov était en effet incapable de s'exprimer sans un support écrit. Aussi l'animateur avait-il accepté de lui fournir les questions à l'avance, afin que l'écrivain pût en préparer les réponses. Ses notes étaient dissimulées par l'amas de livres disposé sur la table[1],[30].
- 12 septembre 1975 : Bernard Pivot invite Gabriel Matzneff pour son livre Les moins de seize ans. Au cours de cette émission, une enseignante (professeur de lycée) qui venait de fonder une association pour la défense des droits de l’enfant, Jeanne Delais, tout en s’efforçant d'épargner l’amour-propre d’écrivain de Gabriel Matzneff, se met à contester fermement les thèses de son livre. Elle accuse Matzneff de ne pas respecter les enfants et les adolescents, d’attenter à leur dignité, en les utilisant à son profit. En novembre 1976, l'écrivain se plaint dans une tribune libre au Monde de n'avoir pas été soutenu [31], et y révèle l'affaire de Versailles en masquant les faits pédocriminels ayant causé trois ans détention préventive aux trois inculpés, qu'une pétition appelle ensuite à soutenir en janvier 1977, le mois où parait la "charte des enfants"[32], livre de trois animateurs d'une émission sur Europe1, Jean-Michel Desjeunes, Philippe Alfonsi et Bertrand Boulin, fils du ministre du travail Robert Boulin et très proche ami Gabriel Matzneff, avec qui il dîne fréquemment[33]. Le livre demande l'abrogation du délit de détournement de mineurs [34], tandis que Guy Hocquenghem appelle discrètement les philosophes à signer la pétition secrètement rédigée par son ami Matzneff[35]. Le même mois Jean-Luc Hennig commence à écrire dans Libération sur le corps érotique de l'enfant, même si "ça faisait un peu scandale dans la rédaction"[36], tout en prenant en charge une rubrique "courrier des lecteurs" désormais gratuite et progressivement ouverte aux contenus pédophiles[37].
- 12 décembre 1975 : un débat opposa Han Suyin à Lucien Bodard. Han Suyin dénonça la fascination « schizophrène » de Bodard pour l'ancienne Chine, alors qu'elle loua le modèle économique du Grand Bond en avant créé, selon elle, par de « vrais économistes » pour un pays sous développé. Ils s'opposèrent également sur la personnalité de Mao Zedong, celle de l'empereur Puyi, le communisme et ses méthodes, la dictature du prolétariat[38].
- 1975 : violente empoignade entre Jean Daniel et Jean d'Ormesson à propos des goulags devant les yeux médusés d'Alexandre Soljenitsyne.
- 1976 : échange tendu entre Mohamed Ali et le reste de l'auditoire, dont Jean Cau, à propos de son silence sur Israël dans son livre.
- 1977 : l'écrivain Jacques Robert lance une diatribe contre quatre critiques littéraires : « depuis quatre siècles vous êtes les juges et, nous, nous écrivons les livres dont vous vivez ! »
- 22 septembre 1978 : Charles Bukowski, ivre mort, caresse le genou de Catherine Paysan et tient des propos incohérents, tandis que Cavanna tente vivement de le faire taire. Bukowski quitte ensuite le plateau en titubant et, hors caméra, sort un couteau et menace (« pour rire », selon lui), une personne chargée de la sécurité[30],[39].
- 1977 : Bernard Henri-Lévy et André Glucksmann proclament la mort de Marx, ce à quoi François Aubral et Xavier Delcourt répondent que c'est la nouvelle philosophie qui est morte et traitent Maurice Clavel de « crétin »[40]. Cependant ils épargnent André Glucksmann en qui ils voient à la différence de Bernard-Henri Levy un esprit ouvert à la discussion. En réponse celui-ci les met en garde contre les invectives et les chasse aux sorcières puis se tourne vers son ami pour lui dire : « toi aussi, Bernard-Henri Levy, tu en as un peu trop fait ». L'émission sera rediffusée dans les années 1980.
- 10 novembre 1978 : l'émission, centrée autour du livre Rue du prolétaire rouge, occasionne un scandale à l'intérieur du parti communiste français (PCF). Lors de l'émission, étaient présents le dissident soviétique Vladimir Boukovski, ainsi que Claude Frioux et Alexandre Adler, deux des cinq auteurs de L'URSS et nous, ouvrage collectif qui avait été salué par le bureau politique du PCF. Lors de l'émission, C. Frioux et A. Adler affirmaient deux principes : la réhabilitation du militant bolchevick Boukharine exécuté en 1938 (et non réhabilité par Khrouchtchev) et l'engagement à la fermeté sur la question des libertés dans leurs rapports avec leurs camarades du parti communiste de l'Union soviétique (PCUS) — tout en se montrant assez critiques vis-à-vis du livre des Kéhayan —. De ce fait, l'ouvrage fit débat au sein du PCF et fut dénoncé en termes différents par L'Humanité et l'Agence Tass. Le livre connut un très grand succès de librairie.
- 1er décembre 1978 : Lucien Combelle et Henri Amouroux débattent sur Drieu la Rochelle.
- 27 juillet 1979 : l'écrivain et journaliste Guy Hocquenghem échoue à mobiliser contre l'article du journal Le Point ayant précédé l'assassinat d'Henri Curiel[41]
- 27 juillet 1979 : le président de la République Valéry Giscard d’Estaing se confie sur sa passion pour Guy de Maupassant. C’est la première fois qu’un président de la République française en activité se prête à un tel exercice.
- 28 septembre 1979 : Bernard Pivot reçoit Alain de Benoist à propos de la Nouvelle Droite[42].
- 5 octobre 1979 : dès l'ouverture de l'émission, le journaliste du Figaro, Alfred Fabre-Luce, auteur de Pour en finir avec l'antisémitisme est accusé d'antisémitisme par André Harris et Alain Sedouy qui présentaient leur livre Juifs et Français. Ils expriment à ce titre leur lourd cas de conscience quant à leur participation à l'émission. Bernard Pivot leur répond qu'ils auraient pu attendre que l'auteur présente son livre pour le dire. Evoquant la seconde guerre mondiale Alfred Fabre-Luce expliquait que le régime de Vichy avait servi de tampon pour limiter l'extermination des juifs par les Allemands. À un moment il avance : « Sachez qu'à cette époque nul n'était innocent ». Un des invités réplique : « Oui je connais le truc qui consiste à mettre sur le même plan le gazé à Auschwitz et Adolf Hitler… »

### Années 1980 et 1990
- 1980 : dispute entre Pierre Guyotat et Benoite Groult, puis entre Françoise Renaudot et Élisabeth Badinter.
- 27 novembre 1981 : rencontre avec Georges Simenon chez lui, à Lausanne, à l’occasion de la sortie du deuxième tome de ses Mémoires intimes. Il se confie sur sa vie et — contre toute attente — sur le suicide de sa fille Marie-Jo[30].
- 1982 : rencontre improbable, dans une émission sur le langage, entre Pierre Bourdieu, Auguste Le Breton et Pierre Perret.
- 1982 : échange un peu tendu entre Daniel Cohn-Bendit et Paul Guth à propos de la sexualité des petites filles.
- 1983 : éreintement de Maria-Antonietta Macciocchi (De la Chine, 1970) par Simon Leys (La Forêt en feu : essais sur la culture et la politique chinoises, 1983) : « Il est normal que les imbéciles profèrent des imbécillités comme les pommiers produisent des pommes, mais moi qui ai vu chaque jour depuis ma fenêtre le Fleuve jaune charrier des cadavres, je ne peux accepter cette présentation idyllique par madame de la révolution culturelle. » Dès le lendemain de l’émission, les ventes du livre de Maria Antonietta Macciochi s’effondrent et son prestige est singulièrement terni[40].
- 28 septembre 1984 : émission spéciale sur Marguerite Duras, qui vient de publier L’Amant. Dans une séquence, elle se livre, notamment sur sa vision de l’écriture[30]. La séquence sera rediffusée en novembre quand elle remportera le prix Goncourt pour ce roman[30].
- 1985 : à la suite de l’invitation de Marc-Édouard Nabe venu présenter son ouvrage Au régal des vermines, Georges-Marc Benamou s’introduit dans les locaux d’Antenne 2 et agresse physiquement Nabe lors du cocktail qui suit l’émission.
- 1985 : Bernard Pivot tombe sous le charme de l'actrice Jane Fonda, un peu, selon ses propres mots, « au détriment des autres invités… frôlant ainsi, ce jour-là, la faute professionnelle ».
- 26 décembre 1986 : accrochage entre les auteurs-compositeurs-interprètes Serge Gainsbourg et Guy Béart. Gainsbourg, interrogé sur son autre passion, la peinture, affirme que la chanson est un « art mineur », ce qui fait s'insurger Béart. Suit une conversation houleuse sur le sujet[30].
- 1987 : débat houleux entre Maurice Bardèche et Bernard-Henri Lévy[43].
- 1987 : Bernard Pivot assure que Paul-Loup Sulitzer ne serait pas l’auteur de ses propres livres.
- 1987 : Bernard Pivot réalise une interview clandestine de Lech Wałęsa en Pologne communiste, pour parler de son livre de souvenirs Un chemin d’espoir.
- 1987 : Jean Marais présente en mars 1987 sa correspondance avec Jean Cocteau et confirme leur relation d'amour. C'est une première à la télévision[44].
- 1989 : lors d’une émission consacrée aux droits de l’homme, quelques mois avant que lui soit attribué le prix Nobel de la paix, le 14e dalaï-lama est l’invité de Bernard Pivot, avec Claude B. Levenson, Edgar Morin et Robert Badinter qui parlera du génocide culturel au Tibet[45].
- 2 mars 1990 : face-à-face tendu entre Gabriel Matzneff et Denise Bombardier, cette dernière assimilant l’ouvrage de Matzneff, Mes amours décomposés à une apologie de la pédophilie et le comparant aux « messieurs qui attirent des enfants avec des bonbons ». Pivot minimise en parlant de « minettes »[46].

## Dans la culture populaire

### Littérature
- L’Assassin d’Apostrophes (1983) : roman-photo / texte de Gérard Guégan ; photogr. de Maya Sachweh ; avec Pierre Bourgeade (Raymond Dellebourre / Fernand) ; Edith Develeyne (Léa Simonet), Ruth Henry (Mme Dellebourre), Alain Massiot et Bernard Pivot (dans son propre rôle), publié dans Playboy[47].
- Le roman La Cadillac blanche de Bernard Pivot d'Alain Beaulieu (2006) raconte l'histoire du complot de Bernard Pivot contre un personnage mystérieux.

### Bande dessinée
- L'émission Apostrophes est au centre de l’histoire d’un album de bande dessinée de Pétillon, Les disparus d’Apostrophes (1982), où le héros Jack Palmer enquête sur l’enlèvement des invités d’une émission sur Paul Claudel.

### Humoristes
- En 1991, le groupe d'humoristes Les Inconnus parodie l'émission dans un sketch intitulé Apostrofes, censé se dérouler en 2033 et dans lequel ils mettent en scène le présentateur fictif Frank Pivot (joué par Bernard Campan), petit-fils de Bernard Pivot, qui reçoit l'académicien fictif Bob Toison (joué par Didier Bourdon) pour les cinquante ans de l'émission. Ce sketch d'anticipation parodie, entre autres, la réforme de l'orthographe de 1990[48],[49].

### Divers
- Un panneau du décor de l'émission a été remonté à la Fnac de l'avenue des Ternes, Paris 17e, entre le 3e et le 4e étage. Une version du décor, signé Michel Millecamps et Philippe Starck, a été vendue aux enchères par Artcurial en 2017[50].
- La peintre bretonne Marie-Renée Chevallier-Kervern réalise sur le vif devant la télévision de nombreux cahiers de dessins et croquis des participants de l'émission.

### Sources et bibliographie

#### Sources
- « Littérature et télévision », dans Dossiers de l’audiovisuel, no  29, janvier-février 1990 [Catalogue des émissions littéraires de la télévision française de 1953 à 1990 établi par la documentaliste de l'INA Christine Barbier-Bouvet].
- Claude Duneton, « Chronique de la langue parlée : Apostrophes 1/2 : le compte à rebours », France Culture, 21 octobre 1984 (page consultée le 7 avril 2021).
- Claude Duneton, « Chronique de la langue parlée : Apostrophes 2/2 : l'alternative de Maspero », France Culture, 28 octobre 1984 (page consultée le 7 avril 2021).
- Bernard Pivot, Le métier de lire. Réponses à Pierre Nora : d’Apostrophes à Bouillon de culture, Gallimard, coll. « Folio », Paris, 2001.